# 中国の喪失
中国の喪失（ちゅうごくのそうしつ、英語:loss of China）とは、アメリカ合衆国の政治論では、1949年に中国本土がアメリカの支持する中国国民党から中国共産党に予想外に奪取されたことを指し、 したがって「共産主義への中国の喪失」を意味する。中国喪失とも呼ばれる。

## 背景
第二次世界大戦中、フランクリン・ルーズベルトは、戦後、蔣介石の指導の下、中国がアメリカ、イギリス、ソ連と並んで大国になることを想定していた。ジョン・パットン・デイヴィスは、中国の喪失で非難されたチャイナ・ハンズの一人であった。しかし、彼らは共産主義の勝利を予測していたが、共産主義の勝利を推奨したわけではなかった。デイヴィスは後に、彼と中国にいる外交官が、日中戦争中に蔣介石に物的支援をしても、非効率で腐敗した中国国民党政府を変えることはできないとワシントンに報告したと書き、ルーズベルトの中国への私的使者の選択の悪さにより政策が失敗したと付け加えている。歴史家のアーサー・ウォルドロンは、大統領は中国を蔣介石の支配下にある大国と勘違いしていたと主張しているが、実際には蔣介石の支配下にある大国は弱かった。デイヴィスは、戦後、中国は権力の空白地帯となり、モスクワに誘惑され、国民党はそれに対処できなくなるだろうと予測した。その意味で、ウォルドロンは「共産主義への中国の崩壊は、ルーズベルトの政策の無能さに助けられた」と言っている。 
1949年8月、国務長官ディーン・アチソンは、政権の記録を擁護し、米国が共産主義の勝利を防ぐためにできることはほとんどなかったと主張する公文書をまとめた『中国白書』を発表した。 

## 喪失
1949年、国民党政権の崩壊は米国内で広い範囲で大惨事と見られていた。作家のウィリアム・マンチェスターは、1973年の著書『栄光と夢』の中で、1949年の一般的な反応を思い起こしている。 
 「知っていた中国――パール・バックの『大地』に描かれていたような農民たち――は、頼もしく、民主的で、温かく、何よりも親米的だった。大戦争中、国連のビッグ4はチャーチル、ルーズベルト、スターリン、蔣介石であった。スターリンの後の背信行為は、嘆かわしいが、驚くことではなかった。しかし蒋介石は！　アチソンの対共産党封じ込め戦略は、大きく破綻したようだった……アメリカの外交官がヨーロッパで達成したすべてのもの――トルーマン・ドクトリン、マーシャル・プラン、NATO――は、アジアでのこの大惨事によって、一瞬で無価値になったように見えた。」 
 当時、1946年以降に中国に提供された20億ドル相当のアメリカの援助の目録を含むアチソンの『中国白書』は、ユーラシア大陸を支配する恐れのある中国・ソビエトブロックの形成を可能にした地政学的惨事への言い訳として、広く嘲笑された。

## 余波
「中国の喪失」は、トルーマン政権の批評によって「回避可能な大惨事」として描かれた。このことは、「恨みのある分裂的な討論」につながり、1952年の選挙では共和党がこの問題を悪用した。また、この問題はジョセフ・マッカーシーの台頭にも大きな役割を果たし、彼は同盟国とともに、この「喪失」のスケープゴートを求め、特に中央アジアの影響力のある学者であるオーウェン・ラティモアを標的にした。 
1950年2月7日、ウェストバージニア州ホイーリングで行われたオハイオ郡女性共和党クラブでの演説で、マッカーシーは「中国の喪失」はアチソンのせいだと非難し、彼を「縞模様のパンツをはいたこの偉そうな外交官」と呼び、次のようなセンセーショナルな主張をした：「国務省で共産党員やスパイ組織のメンバーとして名前が挙がっている男性の名前をすべて挙げる時間は取れないが、私の手元には205人のリストがある。 国務長官が知っていた人物で、今もなお国務省の政策を形成し、活動している人物のリストである。」と述べた。この演説は、直後にソルトレイクシティで再び行われ、マッカーシーは国民的な人物になった。1950 年代初頭、トルーマン政権は中国の「喪失」を理由に攻撃され、マッカーシー上院議員は 1950 年の演説で、ハリー・S・トルーマン大統領が容認したとされる国務省の「共産主義者と変人」が中国の「喪失」の責任を負うと告発した。この演説では、1950年代に一般的に見られたアメリカの男らしさが「軟弱」になることへの恐れが多く話され、マッカーシー上院議員は、国務省の対中政策を担当していたのは「モスクワの党派路線のいたずら小僧」であり、国務長官のディーン・アチソンは「ソビエトの巨像の前で身を縮めるうわべだけの外交官」であったと告発している。 

1951年にパトリック・マッカラン上院議員が書いた上院内部安全保障小委員会の報告書は、国務省の政策のために中国は確かに "喪失した "と結論づけ、次のように宣言している。「オーウェン・ラティモアとジョン・カーター・ヴィンセントは、米国の政策変更をもたらす上で影響力を持っていた...中国共産主義者にとって好ましいものへ」と宣言している。マッカランはラティモアをソ連のスパイと呼ばないように気を付けていたが、彼は名誉毀損で訴えることができたであろう。「オーウェンラティモアは、1930年代の初頭のある時期から、ソ連の陰謀の意識的で明確な道具だった」。マッカランレポートに応答して、ワシントン・ポストは社説で論文を攻撃したと宣言した。
 「...中国は米国の政治的従属国のようなものであり、ワシントンでの一回の行政決定によって、モスクワに保持されたり、手放されたりするものだと考えられていた。しかし、そうではなかった。中国は広大な大陸の土地であり、多様性に富み、分裂しており、約5億人の人間が住んでいて、現在もそうである。彼らのほとんどは、昔から地主に搾取され、軍閥により疲れて、世界中で感じられてきた革命的な圧力と反圧力の中で、裸の生活レベルで生活していたのである。米国はいつの時代も、中国の運命にわずかな量以上の影響力を行使できる立場にあったことはない。中国は中国人によって喪失した。」 

## 反応と分析
米国の外交政策を代表する評論家であるノーム・チョムスキーは、「中国の喪失」という用語は米国の外交政策の姿勢を露呈するとコメントした。 
 1949年、中国は独立を宣言した。これは欧米の言説では「中国の喪失」として知られている出来事であり、米国では、その喪失の責任は誰にあるのかをめぐって苦い反論と対立があった。この用語を見ればわかる。所有しているものを失うことは可能である。暗黙の前提として、戦後の計画者たちが想定していたように、米国は世界のその他のほとんどの国々とともに、中国を当然の権利として所有していたのである。中国の喪失は、「アメリカの衰退」の最初の大きな一歩であった。それは大きな政策上の結果をもたらした。 
アメリカの歴史家、マイルズ・マオチュン・ユーは2010年の書評で、「中国の現実がどうであれ、誰が中国について正しく理解しているかをめぐる終わりのない戦い」と批判している。つまり、共産主義中国に関する独特の議論の中で、質問された内容や議論された問題は、中国の現実よりもむしろアメリカの党派的な政治や政策の偏った解釈を反映していることが多いのである。 
「中国の喪失」に関するより想像力豊かで人気のある本の一つは、1952年に出版されたチャールズ・ウィロビー将軍の『上海の陰謀』で、リヒャルト・ゾルゲ（1941年に逮捕され、1944年に処刑された）が率いるソ連のスパイ組織がまだ存在していたと主張している。ウィロビーはさらに、ゾルゲのスパイ組織が1949年に「中国の損失」を引き起こし、着実に米国政府を乗っ取る過程にあったと主張した。アメリカの日本学者マイケル・シャラーは、ウィロビーは確かにいくつかの点で正しく、ゾルゲはソ連のスパイであり、1930年代初頭に上海でゾルゲと一緒に働いていた特定の左翼アメリカ人ジャーナリストはおそらくそうだったが、ウィロビーの本の多くは、これまでのアメリカの歴史の中で最も無能な軍事情報将校の一人の偏執狂的な心を反映していると書いた。